# 셰인 베이커

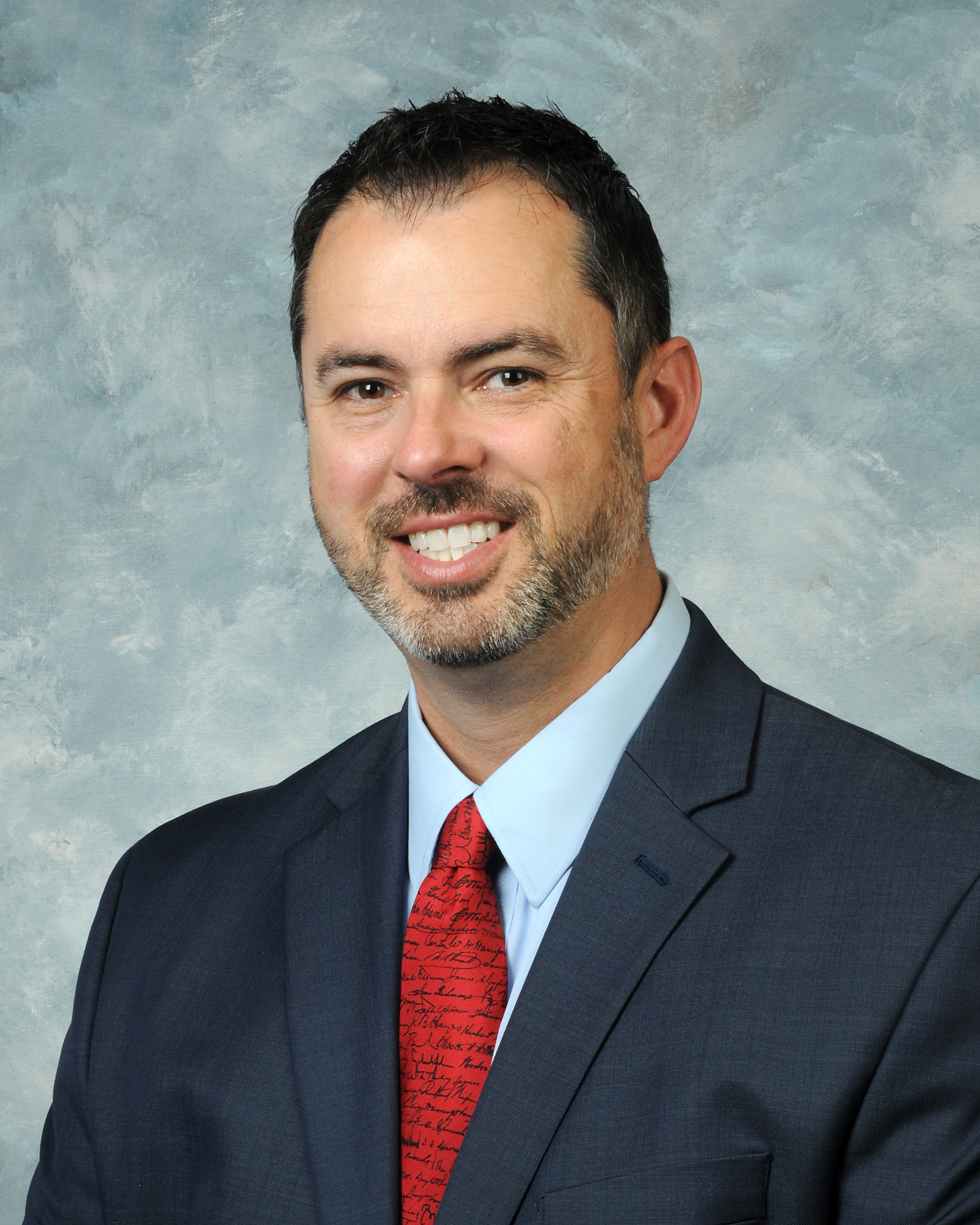

셰인 베이커(Shane Baker)는 85지구 출신의 켄터키 하원 의원으로 활동하고 있는 미국 정치인이다. 2020년 11월 당선돼 2021년 1월 1일 취임했다.

## 경력
베이커는 이전에 켄터키 지방 정부 부서에서 현장 대표로 근무했으며 소규모 사업체를 운영했다. 2020년 11월 켄터키 주 하원의원으로 선출되어 2021년 1월 1일에 취임했다.
베이커는 모든 보호자의 동의 없이 어린이에게 코로나19 예방접종을 요구하는 것을 금지하는 하우스 빌 112를 후원했다.